# Las Navas del Marqués
Las Navas del Marqués é um município da Espanha na província de Ávila, comunidade autónoma de Castela e Leão, de área 94,5 km² com população de 5338 habitantes (2007) e densidade populacional de 49,44 hab/km².

## Demografia
| Variação demográfica do município entre 1991 e 2004 | Variação demográfica do município entre 1991 e 2004 | Variação demográfica do município entre 1991 e 2004 | Variação demográfica do município entre 1991 e 2004 |
| --------------------------------------------------- | --------------------------------------------------- | --------------------------------------------------- | --------------------------------------------------- |
| 1991                                                | 1996                                                | 2001                                                | 2004                                                |
| 4165                                                | 4346                                                | 4381                                                | 4834                                                |